# Lijst van voetbalinterlands Bosnië en Herzegovina - Jordanië
Deze lijst van voetbalinterlands is een overzicht van alle officiële voetbalwedstrijden tussen de nationale teams van Bosnië en Herzegovina en Jordanië. De landen speelden tot op heden twee keer tegen elkaar. De eerste ontmoeting, een vriendschappelijke wedstrijd, werd gespeeld in Zarka op 11 maart 2000. Het laatste duel, eveneens een vriendschappelijke wedstrijd, vond plaats op 15 maart 2000 in Zarka.

## Wedstrijden
| № | Plaats | Datum         | Competitie        | Wedstrijd                        | Uitslag |
| - | ------ | ------------- | ----------------- | -------------------------------- | ------- |
| 1 | Zarka  | 11 maart 2000 | Vriendschappelijk | Jordanië – Bosnië en Herzegovina | 0 – 0   |
| 2 | Zarka  | 15 maart 2000 | Vriendschappelijk | Jordanië – Bosnië en Herzegovina | 1 – 2   |

## Samenvatting
| Competitie        | Totaal gespeeld | Winst Bosnië en Her. | Gelijk | Winst Jordanië | Doelsaldo Bosnië en Her. – Jordanië |
| ----------------- | --------------- | -------------------- | ------ | -------------- | ----------------------------------- |
| Vriendschappelijk | 2               | 1                    | 1      | 0              | 2 − 1                               |
| Totaal            | 2               | 1                    | 1      | 0              | 2 − 1                               |

Wedstrijden bepaald door strafschoppen worden, in lijn met de FIFA, als een gelijkspel gerekend.

## Details

### Eerste ontmoeting
| Vriendschappelijk (Zarka, Jordanië, 11 maart 2000): |              | |
| Jordanië                                            | 0 – 0        | Bosnië en Herzegovina |
|                                                     | goals        | |
| Mohamed Awad                                        | bondscoach   | Husnija Arapović |
|                                                     | opstellingen | Kenan Bećirević Omer Joldić Edis Mulalić Elvedin Provalić Dalibor Nedić Nedžad Bajrović Dženan Zaimović 46' Vahidin Čahtarević Esmir Džafić 46' Alen Mešanović 46' Almedin Hota Faruk Ihtijarević |
|                                                     | wissels      | 46' Esmir Džafić 46' Almir Gredić 46' Samir Duro |

### Tweede ontmoeting
| Vriendschappelijk (Zarka, Jordanië, 15 maart 2000): |              | |
| Jordanië                                            | 1 – 2        | Bosnië en Herzegovina |
| Muayed Saleem Mansour 28'                           | goals        | 20' Faruk Ihtijarević 60' Omer Joldić |
| Mohamed Awad                                        | bondscoach   | Husnija Arapović |
|                                                     | opstellingen | Almir Tolja Asmir Ikanović 46' Ramiz Husić Dženan Hošić Dalibor Nedić Samir Duro 46' Adnan Smajlović 46' Almedin Hota Omer Joldić 46' Esmir Džafić 46' Faruk Ihtijarević |
|                                                     | wissels      | 46' Nedžad Bajrović 46' Elvedin Provalić 46' Almir Gredić 46' Dženan Zaimović 46' Vahidin Čahtarević                                                                     |